# Sh2-1
Sh2-1，也稱為沙普利斯 1，是在天蝎座的一個反射星雲。它呈現適當的亮度，使它成為沙普利斯亮星雲表中很容易觀察的目標之一。這個星雲有一顆明顯的中央恆星，但是它既不屬於這個系統，也不是留下的殘骸。
星雲的範圍相當大起有著不規則的形狀，環繞著中央恆星呈現180°的弧形。殘骸的是直徑大約是150'，估計距離大約是650光年。

## 外部連結
- VizieR Query（页面存档备份，存于）
- SIMBAD Query（页面存档备份，存于）